# 弗朗西斯敦
弗朗西斯敦（Francistown）位于博茨瓦纳东部，邻近津巴布韦边境，是东北区的首府，人口113,315（2001年）。
弗朗西斯敦是博茨瓦纳的旧首都，城市规模仅次于现首都哈博罗内，距离哈博罗内430公里。以矿业和农业为主。
弗朗西斯敦曾是非洲最早的“淘金潮”中心，其周围目前仍有很多仍在运营和已经废弃的矿区。
TATI镇是弗朗西斯敦的中心，到津巴布韦边境约80公里。
21°16′S 27°51′E / 21.267°S 27.850°E